# 臨時仮名遣調査委員会
臨時仮名遣調査委員会（りんじかなづかいちょうさいいんかい）は、1908年（明治41年）に文部省の諮問によって設置された国語表記についての委員会である。この委員会の議論が、明治政府が教科書に歴史的仮名遣いを採用する契機となった。

## 経歴

### 設置に至るまでの背景
当時、普通教育を行う上で国語読本の仮名遣いを決定する必要があった。文部省は1900年（明治33年）に『小学校令施行規則』で字音仮名遣の表音式化を決定、漢語の「学校」を「がっこー」と表記するなどの方針を打ち出し、1903年（明治36年）に作られた最初の国定国語読本は、字音語（漢語）については表音式、和語に関しては歴史的仮名遣いで編纂された。ついで1905年（明治38年）、次期の国定教科書では、国語調査委員会の諮問をもとに、表音式仮名遣いを漢語、和語ともに採用することを決定した。
しかし貴族院議員などから、この表音式案に反対する声が続出した。これを受けて、1908年5月に文部大臣の牧野伸顕は「臨時仮名遣調査委員会官制」を発布し、菊池大麓を委員長に、表音的仮名遣い派、歴史的仮名遣い派、双方の委員を集めて仮名遣いについて諮問した。

### 審議の過程
臨時仮名遣調査委員会はさきの国語調査委員会とは異なり、表音派の大槻文彦、歴史的仮名遣いを推す森鷗外ら双方の主張者が委員となり、議論をたたかわせた。委員会は1908年6月5日から金曜日ごとに5回にわたって開催された。6月12日の第2回には大槻文彦の表音式擁護意見、続いて6月19日の第3回では同じく表音派の芳賀矢一が意見を述べ、6月26日の第4回には森鴎外が歴史的仮名遣い擁護の演説を行った。
ところが7月3日の第5回を終えたところで、委員会は休会に入ることになった。なおこの委員会の議論を実質的に整理し、すすめていったのは主事の渡部董之介である。

### 解散
諮問からわずか4ヶ月後の1908年9月、牧野の後を受けて就任した小松原英太郎文部大臣より、さきに採用された国語調査委員会諮問案（表音式案）撤回の方針が打ち出された。文部省は一転して表音式仮名遣いを廃し、小学校の国語読本をはじめとする国定教科書において、歴史的仮名遣いが採用されたのである。規範に対する正統性の根拠をめぐって生じた論争は、当初こそ純粋に学術的な結果を追求していたが、最終的には政治判断によって議論が左右されたのである。
こうして役割を終えた臨時仮名遣調査委員会は、1908年12月に正式解散となった。

## 影響
臨時仮名遣調査委員会の活動は1年にも満たない短期間であったが、鴎外の『仮名遣意見』や大槻、芳賀らの研究とその応用についての意見など、近代の日本語研究にとって大きな成果が残された。この委員会の議事録は国立国会図書館の『臨時仮名遣調査委員会議事速記録』によって読む事ができる。